# Municipio de Blount
El municipio de Blount (en inglés: Blount Township) es un municipio ubicado en el condado de Vermilion en el estado estadounidense de Illinois. En el año 2010 tenía una población de 3428 habitantes y una densidad poblacional de 25,59 personas por km².

## Geografía
El municipio de Blount se encuentra ubicado en las coordenadas 40°12′46″N 87°42′6″O / 40.21278, -87.70167. Según la Oficina del Censo de los Estados Unidos, el municipio tiene una superficie total de 133.95 km², de la cual 133,02 km² corresponden a tierra firme y (0,7 %) 0,93 km² es agua.

## Demografía
Según el censo de 2010, había 3428 personas residiendo en el municipio de Blount. La densidad de población era de 25,59 hab./km². De los 3428 habitantes, el municipio de Blount estaba compuesto por el 92,85 % blancos, el 1,98 % eran afroamericanos, el 0,2 % eran amerindios, el 2,51 % eran asiáticos, el 0,44 % eran de otras razas y el 2,01 % eran de una mezcla de razas. Del total de la población el 1,52 % eran hispanos o latinos de cualquier raza.